# Prinzipat
Der (oder – dem lateinischen Genus widersprechend – das) Prinzipat (von lateinisch prīncipātus, -ūs) ist eine moderne Bezeichnung für die monokratische Herrschaftsstruktur des Römischen Reiches in der frühen und hohen Kaiserzeit (27 v. Chr. bis 284 n. Chr.).
Im Jahr 27 v. Chr. verlieh der Senat dem Adoptivsohn Caesars, dem im Kampf um dessen Erbe siegreichen Octavian, den Ehrennamen Augustus und übertrug ihm außerordentliche Machtbefugnisse im Staat und über einen Großteil der Legionen. Damit wurde die Grundlage für ein neues Herrschaftssystem gelegt, das hinter einer republikanischen Fassade die Herrschaft eines Einzelnen ermöglichte. Dieser Fassadencharakter der neuen monarchischen Ordnung erklärt sowohl die damit ursprünglich verknüpfte Vorstellung einer angeblichen Wiederherstellung der Republik (res publica restituta) nach dem Ende der Bürgerkriege als auch den gleichsam evolutionären Ausbau der kaiserlichen Herrschaftslegitimation in der langen Regierungszeit des Augustus und seines Nachfolgers Tiberius, der über die stets zeitlich befristeten Imperien des Augustus hinaus erstmals ein prokonsularisches Imperium auf Lebenszeit erhielt. Dennoch war die Kaiserwürde auch in der Folgezeit de iure nie erblich, sondern ihre Wurzeln als Ausnahmeamt blieben stets erkennbar, was regelmäßig zu Sukzessionskrisen führte.

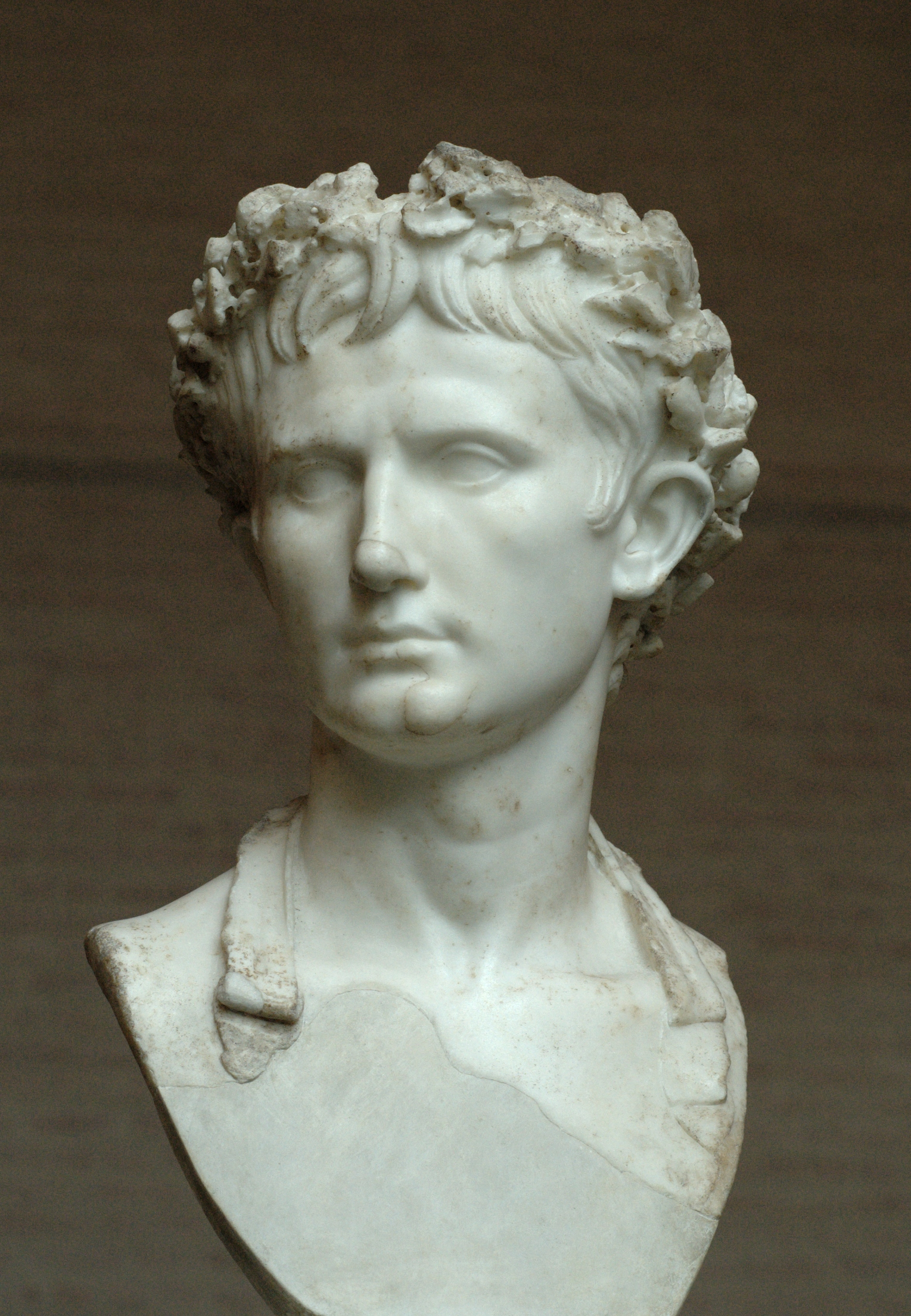
Augustus, der erste princeps, mit der Bürgerkrone.

Der Begriff Prinzipat leitet sich vom lateinischen princeps („der Erste“) her, auch dies wieder in einem doppelten Sinn: Der princeps stand sowohl für den ersten Bürger (princeps civitatis) als auch für den angesehensten unter den Senatoren (princeps senatus), dem als Erstem unter Gleichen (primus inter pares) die Bestimmung der Tagesordnung und in allen wichtigen Beschlussfragen auch das Recht der ersten Rede eingeräumt wurde.
Als zeitlicher Endpunkt des Prinzipats, der bereits in der Zeit der Reichskrise des 3. Jahrhunderts einen Transformationsprozess durchlief, gilt in der Regel die Herrschaft Diokletians seit 284. Dessen Reformen markieren den Beginn der römischen Spätantike und mündeten in eine Staatsform, die in der älteren Forschung im Unterschied zum Prinzipat als Dominat bezeichnet wurde.

## Entstehung und Ausgestaltung
Der Prinzipat ist in einem mehrstufigen Prozess des Experimentierens (Jochen Bleicken) entstanden, in dem Octavian/Augustus die Balance zwischen der Wahrung und Pflege der republikanischen Fassade und der Durchsetzung und Legitimierung seiner Alleinherrschaft suchte und den Wechsellagen der politischen Entwicklung flexibel anpasste. Grundanliegen Octavians musste es sein, seine im Bürgerkrieg errichtete Gewaltherrschaft in eine legitime und insbesondere für die Eliten (siehe Nobilität) akzeptable Form zu überführen, um ihr Dauerhaftigkeit zu verleihen. Die Abläufe der richtungsweisenden Senatssitzung vom 13. Januar 27 v. Chr. dürften beiderseits einvernehmlich vorbereitet worden sein. Octavian legte zunächst alle Macht in die Hände von Senat und Volk, so dass die Republik formal wiederhergestellt war. Ob Octavian Anfang 27 außer dem Konsulat konkrete Sondervollmachten innehatte und worin diese gegebenenfalls bestanden, wird in der Forschung bereits seit Theodor Mommsen kontrovers diskutiert. Fest steht: Einige Tage später bat ihn nun der Senat, die Führungsfunktion für die Provinzen, in denen der weitaus größte Teil des Heeres stand, weiterhin zu übernehmen, und stattete ihn mit der entsprechenden Rechtsgrundlage aus, dem imperium proconsulare (Amtsvollmacht eines Prokonsuls). Damit gewann Octavian, der sich zudem zunächst jährlich zum Konsul wählen ließ, umgehend sein wichtigstes Machtinstrument zurück und wurde für seine (Schein-)Rückkehr zu den republikanischen Grundlagen in der Folgesitzung am 16. Januar vom Senat zum Augustus (dem Erhabenen) promoviert.
Auch alle weiteren künftigen Kompetenzen, die Augustus nach und nach auf sich vereinte, entsprachen den Amtsbefugnissen republikanischer Magistrate und wurden ihm vom Senat übertragen. Nachdem er den Konsulat, den er bis dahin jedes Jahr bekleidet hatte, aus politisch-taktischen Gründen niedergelegt hatte, wurde ihm 23/22 v. Chr. als Ersatz nicht nur ein imperium proconsulare maius verliehen, das sich auf das ganze Reichsgebiet erstreckte und es ihm wohl ermöglichte, auch in Senatsprovinzen dem jeweiligen Statthalter übergeordnet zu sein, sondern zusätzlich die uneingeschränkte und zeitlich unbegrenzte tribunicia potestas, die ihm sämtliche Befugnisse und Privilegien der Volkstribunen zur Verfügung stellte, ohne dass er das Amt, das Plebejern vorbehalten war, mit seinen Pflichten tatsächlich bekleiden musste. Die Rechte beinhalteten vor allem das Antragsrecht vor der Volksversammlung bezüglich Gesetzesinitiativen und Strafanklagen; das Recht, Senatssitzungen anzuberaumen; ein allgemeines Hilferecht gegenüber jedermann, das vor allem eine Schutzfunktion für betroffene Bürger gegenüber Willkürakten einzelner Magistrate beinhaltete; sowie das Vetorecht gegenüber allen Handlungen sämtlicher Magistrate bis hinauf zu den Konsuln. Damit konnten Augustus und seine Nachfolger auch die Innenpolitik bestimmen. Seit den Ständekämpfen galten die Volkstribune als Sachwalter der Interessen des einfachen Volkes, waren in dieser Funktion auf heilige Art unantastbar. Diese sacrosanctitas der Volkstribunen konnte Augustus schon seit 36 v. Chr. für sich in Anspruch nehmen, eine frühe Quelle sakraler Weihe des Kaisertums (Jochen Bleicken), deren sich bereits Gaius Iulius Caesar bedient hatte. Die Schlüsselrolle des princeps in der Politik zeigte sich auch darin, dass er sich zeitweise die dem Amt des Zensors zugehörige censoria potestas übertragen ließ, mit der er die Zusammensetzung des Senats beeinflussen konnte.

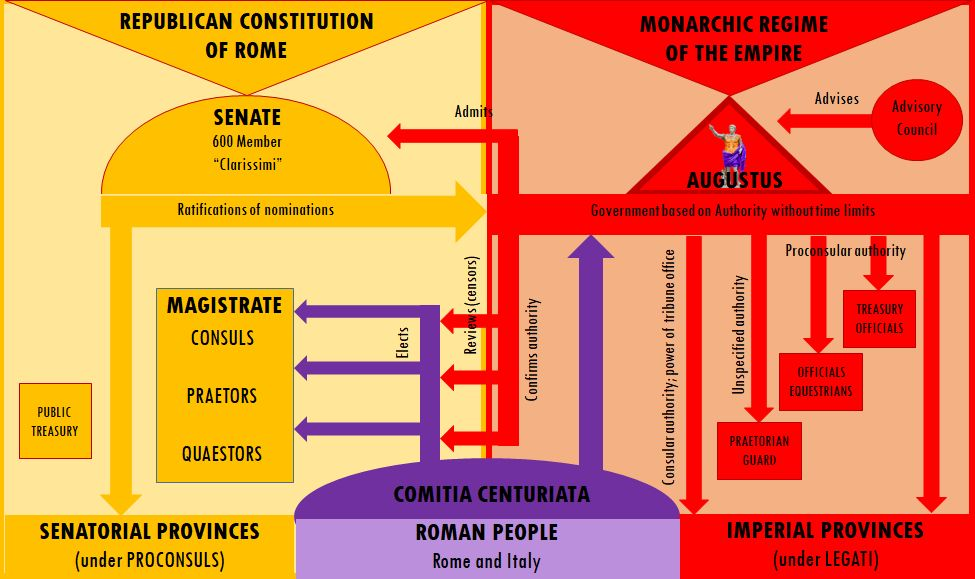
Der Prinzipat unter Augustus, politische Strukturen und Institutionen, in englischer Sprache.

Vor allem das imperium proconsulare maius und die tribunicia potestas bildeten in den drei Jahrhunderten nach Augustus die beiden Kernvollmachten, die einen princeps kennzeichneten. Es waren also ausschließlich Amtsbefugnisse republikanischer Herkunft, die die formale Grundlage des Prinzipats bildeten; eigentlich war die Trennung von Amtsvollmachten und Amt ein Unding, allerdings war dieser Weg in den letzten Jahrzehnten der Republik bereits wiederholt beschritten worden. Erst die extreme Bündelung und faktisch unbegrenzte zeitliche Ausdehnung solcher Sonderkompetenzen führten dazu, dass Augustus die republikanischen „checks and balances“ der Kollegialität und Annuität für seine Person – je länger, desto deutlicher – aus den Angeln hob, die eigene Stellung durch intensive Pflege der republikanischen Fassade aber zu legitimieren vermochte. Noch in seinem Tatenbericht, den res gestae, ließ er verbreiten, dass nur sein Ansehen (auctoritas) das der anderen Magistrate übertroffen habe, nicht aber seine formale Rechtsmacht (potestas).
Diese Behauptung führt angesichts der kaiserlichen Sondervollmachten und der gewaltigen sonstigen Machtmittel des princeps (vor allem die Loyalität der Soldaten und ein riesiges Privatvermögen) in die Irre, und dies muss zumindest der Senatsaristokratie auch bewusst gewesen sein. Richtig daran ist allenfalls, dass der republikanische Verwaltungsapparat unter Führung der Mitglieder des Senatorenstandes in den befriedeten Provinzen des Römischen Reiches und im italischen Kernland unter dem Prinzipat fortbestand und dass die Senatoren weiter wichtige Positionen bekleideten mit allen Privilegien, die sich daraus bereits seit langem ergeben hatten. Der senatorischen Führungsschicht (Nobilität) bot Augustus also an, ihre herausgehobene sozioökonomische Stellung zu behalten und ihr Gesicht trotz seiner Alleinherrschaft wahren zu können; im Gegenzug erwartete er Kooperation und die Legitimierung seiner Herrschaft. Auf die konstruktive Mitwirkung dieser oft durch viele Generationen in Politik- und Verwaltungsfragen geschulten Oberschicht konnte nämlich auch ein zur Monarchie tendierendes System einstweilen nicht verzichten, ganz abgesehen von dem Widerstandspotential, das die Ermordung Caesars im Senat vor Augen geführt hatte (das aber seither nie wieder eine große Rolle spielte; trotz vieler angeblicher und tatsächlicher Verschwörungen wurde kein einziger Kaiser von Senatoren ermordet). Dieser stillschweigende Kompromiss zwischen princeps und Oberschicht bildete die Grundlage der neuen Ordnung; auf diese Weise gelang die Überführung einer im Bürgerkrieg errungenen Gewaltherrschaft in eine Monarchie – man spricht von der „Verrechtlichung der Macht“.
Nach und nach allerdings verschoben sich im Laufe der Entwicklung des Prinzipats die Gewichte zwischen senatorischer und kaiserlicher Verwaltung immer stärker zugunsten der letzteren, zumal diese durch gezielte Förderung von Mitgliedern des Ritterstandes zunehmend auf eigene Ressourcen zurückgreifen konnte. Opposition gegen die Machtfülle des Kaisers manifestierte sich schon früh in Form der senatorischen Geschichtsschreibung, wenngleich dies freilich nichts an den Machtverhältnissen änderte, sondern eher die Hilflosigkeit der Elite demonstrierte. Diese faktische Hilflosigkeit ist auch der Grund, warum viele Forscher heute nicht mehr an Theodor Mommsens einflussreichem Konzept vom Prinzipat als Doppelherrschaft (Dyarchie) von princeps und Senat festhalten, da es allenfalls dem formal-staatsrechtlichen Rahmen, nicht aber der soziopolitischen Realität dieser Zeit gerecht werde. „Die Senatoren hatten so zu handeln, als besäßen sie eine Macht, die sie nicht mehr hatten. Der Kaiser hatte seine Macht so auszuüben, dass es schien, als ob er sie nicht besitze“ (Aloys Winterling).
Zusammen mit der Verbreitung des Bürgerrechts und dem Ursprungsgebiet der Senatoren verschob sich auch die geografische Herkunft der Kaiser. Alle Nachfolger Caesars aus der julisch-claudischen Dynastie bis Nero waren stadtrömische Patrizier. Mit der von Vespasian begründeten neuen Dynastie der Flavier kamen Italiker senatorischen Standes an die Macht. Nerva und Antoninus Pius stammten aus Südgallien; Trajan, Hadrian und Mark Aurels Familie aus Hispanien. Spätere Kaiser kamen vorwiegend aus Africa und Syrien, etwa die Severer; und im 3. Jahrhundert gelangten mit den Soldatenkaisern hauptsächlich Herrscher aus dem Donauraum auf den Thron. Es spricht für das staatsmännische Genie des Augustus und für die Tragfähigkeit der von ihm geschaffenen politischen Ordnung, dass auch die nicht mit seinem Format begabte Reihe von Nachfolgern in der julisch-claudischen Dynastie – einschließlich der besonders problematischen Figuren Caligula und Nero – das System des Prinzipats als einer verhüllten Monarchie nicht ruiniert haben. Insofern gründete auch noch die viel gerühmte Blütezeit des Römischen Reiches unter den Adoptivkaisern von Trajan bis Mark Aurel auf dem Fundament der von Octavian/Augustus ausgehenden Neuordnung, und auch die Severer sowie zumindest die frühen Soldatenkaiser blieben diesem Grundprinzip trotz mancher Modifikation treu. Nach Ansicht mancher Forscher war diese Ideologie allerdings auch dafür verantwortlich, dass jeder Herrscher aufs Neue zu demonstrieren hatte, der optimus zu sein, was dazu geführt habe, dass der jeweilige Nachfolger nicht nahtlos an den vorangegangenen Prinzipat anknüpfen konnte, sondern sich von seinem Vorgänger absetzen musste, auch nach einem friedlichen Machtwechsel.

## Probleme der staatstheoretischen und zeitlichen Abgrenzung
Während die Anfänge des Prinzipats mit der Senatssitzung vom 13. Januar 27 v. Chr. deutlich zu fassen sind, kommen hinsichtlich seines Ausgangs verschiedene Perspektiven zum Tragen. Sieht man es als Beginn der römischen Kaiserzeit, ließe sich das Ende des Prinzipats mit dem Beginn der Spätantike (in der älteren Forschung oft irreführend mit Dominat und den damit implizierten Wertungen bezeichnet) um 284 n. Chr. ansetzen. Andererseits ist bekannt, dass die neue Staatsordnung von Anfang an Wandlungen unterworfen war, deren Tendenz auf lange Sicht zu einer Stärkung des monarchischen Elements führte. Interessant und einflussreich ist auch Egon Flaigs Definition des Prinzipats als reines Akzeptanzsystem, basierend auf den drei Säulen Heer, Senat und Volk Roms. Flaig und andere Forscher vertreten die Position, dass der Prinzipat staatsrechtlich kaum zu greifen gewesen sei: Da das Kaisertum ein Ausnahmeamt blieb, während man de iure nicht in einer Monarchie, sondern weiterhin in einer Republik lebte, blieb die Position der einzelnen principes stets prekär, ihre Legitimität sei, so Flaig, „verlierbar“ gewesen. Darüber, ob ihre Herrschaft weiter als legitim akzeptiert oder stattdessen von Usurpatoren herausgefordert wurde, entschied deshalb letztlich, so Flaig, im Prinzipat stärker als in anderen Systemen nur die verlierbare Akzeptanz durch die entscheidenden Gruppen. Die Alleinherrschaft als solche wurde zwar sehr bald als unausweichlich betrachtet. Da aber die Stellung des Herrschers nicht exakt definiert und in der „Verfassung“ eigentlich nicht vorgesehen gewesen sei, sei der einzelne Kaiser stets besonders bedroht gewesen. Andererseits habe die unzureichende staatsrechtliche Definition seiner Position aber auch dazu geführt, dass die Macht des Kaisers von Anfang an schier unbegrenzt gewesen sei: Was der princeps befahl, das geschah ohne Rücksicht auf Gesetze, auch wenn seine Handlungen natürlich nicht ohne Konsequenzen blieben und gegebenenfalls zu Akzeptanzverlust führen konnten. Da eine legale Opposition oder gar eine Absetzung aber angesichts der alles überragenden Ausnahmevollmachten des princeps unmöglich waren, führte ein solcher Verlust an Akzeptanz geradezu notwendig zu Verschwörungen oder gewaltsamem Widerstand.
Der Übergang von diesem Prinzipat augusteischer Prägung hin zu einer „normaleren“ Monarchie vollzog sich langsam und nicht geradlinig. Eine eindeutige Antwort darauf, ab wann man den Begriff Prinzipat für die Herrschaftsordnung im Römischen Reich nicht mehr verwenden sollte, kann es demnach kaum geben, Anhaltspunkte für eine Ermessensentscheidung schon:
Der Senat war das politische Herzstück der Römischen Republik und ihr Integrationssymbol. Wenn die republikanische Tradition gewahrt oder zumindest die republikanische Fassade gepflegt werden sollte, mussten Einfluss und Interessen der Senatoren zur Geltung kommen können, was auch in einem langwierigen Abschleifungsprozess der tatsächlichen politischen Mitwirkung des Senats durch entsprechende Gesten und Maßnahmen von kaiserlicher Seite weiterhin möglich blieb. Von einem guten princeps wurde überdies erwartet, dass er, ähnlich wie Augustus und Tiberius, die ihm angetragene Machtstellung zunächst ablehnte, da er der großen Aufgabe unwürdig sei und sich nicht über seine Mitbürger erheben wolle; diese Inszenierung einer vorgeblichen „Zurückweisung des Imperiums“ (recusatio imperii) lässt sich noch in der Spätantike oft beobachten.
Karl Christ nennt in seinem Werk über die römische Kaiserzeit insbesondere die seit Nerva (96–98) durchgeführten Adoptionen der designierten Nachfolger im Prinzipat als entscheidende Stufe der staatsrechtlichen Abwendung des Herrschers von der (formalen) Zustimmung des Senates, denn die letztgültige Entscheidung über den Nachfolger lag nun ganz offen alleine in der Hand des princeps. Die Auswahl und Adoption des vermeintlich besten Kandidaten hätte nach republikanischer Denkweise eigentlich durch den Senat oder die Volksversammlung bestätigt werden müssen. Dass dies nicht der Fall war, zeigt die bereits gefestigte monarchische Denkweise der römischen Oberschicht und ist Symbol für die fast immer rein akklamatorische Funktion, die der Senat allerspätestens ab der Zeit der Adoptivkaiser bei der Nachfolgeregelung innehatte. Allerdings stimmen nicht alle Historiker Christ in diesem Punkt zu: Zum einen hatte bereits Augustus seine designierten Nachfolger an Sohnes statt angenommen, zum anderen war es auch unter den Adoptivkaisern noch üblich, die adoptierten Privaterben des Herrschers vom Senat mit den entsprechenden politischen Vollmachten ausstatten zu lassen. Das Adoptivkaisertum war ohnehin letztlich eine propagandistische Fiktion, die überdeckte, dass die betreffenden Herrscher keine männlichen Verwandten besaßen; der erste von ihnen, der wieder einen leiblichen Sohn besaß, Marc Aurel, folgte wie selbstverständlich dynastischem Denken und machte seinen Sohn zu seinem Nachfolger (siehe unten). 
Der letzte in der Reihe der römischen Kaiser, der das Programm des Prinzipats augusteischen Typs offenbar mit dauerhaftem Erfolg und Glaubwürdigkeit praktizierte, war der später stark idealisierte Mark Aurel. Kein Kaiser, so die Überlieferung der (freilich oft wenig glaubhaften) Historia Augusta, sei dem Senat je weiter entgegengekommen. Senatssitzungen habe er stets besucht, sofern er in Rom weilte, und zwar unabhängig davon, ob er selber Anträge zu stellen hatte; und er habe sie nie vor der offiziellen Schließung durch den Konsul verlassen. Das Ansehen des Senatorenstandes förderte er zudem dadurch, dass er jeden Kapitalprozess gegen ein Mitglied des Senatorenstandes unter Ausschluss der Öffentlichkeit und des im Rang nachfolgenden Ritterstandes verhandeln ließ; inwieweit diese spätere Idealisierung zutrifft, ist in der jüngeren Forschung allerdings umstritten.

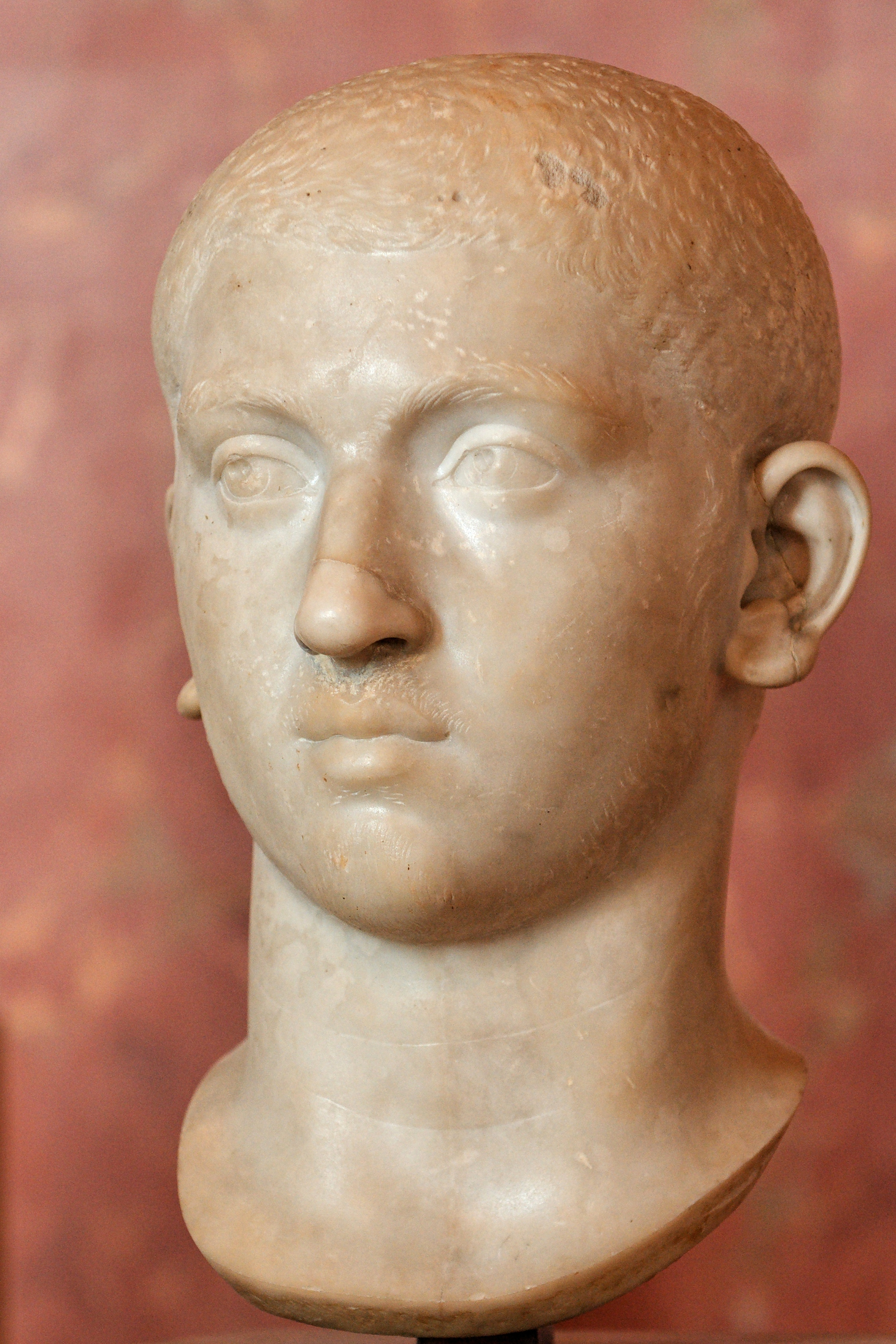
Kaiser Severus Alexander (222 bis 235) soll sich noch stark an den Traditionen des Prinzipats orientiert haben.

Mark Aurels ihm nachfolgender Sohn Commodus hat offenbar in größtmöglichem Gegensatz dazu die Umbenennung Roms in „Commodusstadt“ betrieben und die Umbenennung des Römischen Senats in „Commodussenat“. Und obwohl der eine oder andere nachfolgende Kaiser, beginnend mit Septimius Severus, sich bewusst auf Mark Aurel berief, hat der Senat sich von dieser und der kurz darauf folgenden weiteren Entwürdigung (die Kaiserwürde wurde 193 von der Prätorianergarde an den meistbietenden Senator Didius Julianus "versteigert" und dieser dann vom Senat bestätigt) nicht mehr erholt, zumal sich das Entscheidungszentrum für die kaiserliche Nachfolge mehr und mehr aus Rom entfernte und – jedenfalls bei dynastisch ungeklärter Nachfolge – in den Lagern der großen Heere und zwischen diesen entschieden wurde. Die Ereignisse des zweiten Vierkaiserjahres 193 und des Sechskaiserjahres 238 gelten oft als Beleg dafür, dass das auf Augustus zurückgehende Herrschaftssystem in eine Krise geraten war. Dennoch gelang den Severern noch einmal eine Stabilisierung, wobei insbesondere die Kaiser Severus Alexander und Gordian III. den (problematischen) Quellen zufolge eine Rückkehr zur Prinzipatsideologie versucht haben sollen. Dies galt auch noch für Gordians Nachfolger Philippus Arabs und Decius. Doch spätestens in den 250er Jahren verschärften sich die Schwierigkeiten des Imperiums so sehr, dass Veränderungen unausweichlich wurden. Wichtig war ferner, dass sich die Kaiser nach 235 immer seltener in Rom aufhielten; die Prinzipatsideologie hatte aber stets vor allem auf ein stadtrömisches Publikum (den Senat und die plebs urbana) gezielt, das nun an Bedeutung verlor.
Viele der folgenden Soldatenkaiser bemühten sich – meist als spontane Reaktion auf drängende Probleme – um eine erneute Stabilisierung von Kaisertum und Reich, dabei wählten sie sehr unterschiedliche Ansätze (siehe auch Reichskrise des 3. Jahrhunderts). Wichtige Weichenstellungen nahm Kaiser Gallienus vor, als er, der selbst der Nobilität entstammte, um 260 den Senatoren endgültig das Kommando der Legionen entzog und stattdessen verstärkt auf ritterliche Aufsteiger setzte. Da die nobiles damit noch einmal erheblich an Bedeutung verloren, mussten die Kaiser weniger Rücksicht auf sie nehmen als zuvor; bezeichnenderweise verzichteten sie nach Gallienus darauf, ihre Stellung formal durch den Senat anerkennen zu lassen; die Akklamation durch das Heer genügte nun, auch wenn zumindest die schweigende Zustimmung der Senatoren – das silentium – weiter als erforderlich galt. Etwa um diese Zeit konstatierte der berühmte Rechtsgelehrte Herennius Modestinus, dass nunmehr die Gesetzgebung auch formal beim Kaiser liege. Bedeutende Reformen führten wenig später auch Aurelian und Probus durch.
Sofern der Gesichtspunkt einer durchgreifenden systematischen Reorganisation des Herrschaftssystems als Bezugspunkt für das Ende des Prinzipats genommen wird, kommt aber in der Tat erst die Ära Diokletians (284 bis 305) in Betracht, der nicht nur eine tetrarchische Regierungsspitze aus vier Kaisern etabliert (fortan sollte das Mehrkaisertum die Regel sein), sondern ein umfassendes Reformwerk in Verwaltung, Wirtschaft und Gesellschaft auf den Weg gebracht hat. Die gängige Epochengrenze von 284 lässt sich also gut vertreten und hat daher nach wie vor viele Anhänger.

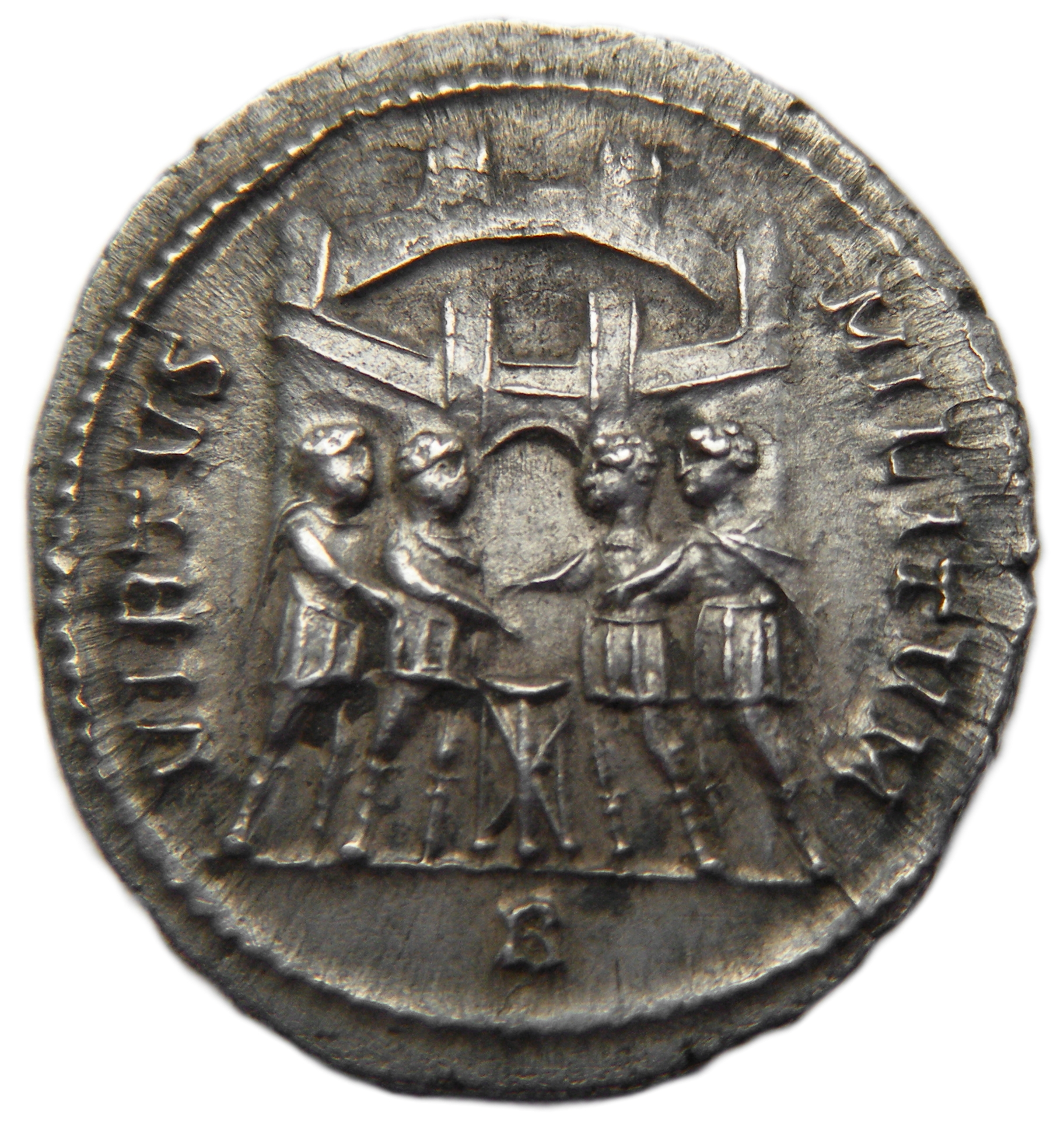
Die von Kaiser Diokletian begründete Tetrarchie gilt oft als Zäsur, mit der der augusteische Prinzipat endete.

Den langfristig wohl entscheidenden Wandel der Herrschaftsideologie hat allerdings erst Konstantin der Große mit seiner Wende zum Christentum eingeleitet, die das ideologische Fundament von Herrschaft dauerhaft veränderte. Wer erst mit diesem Kaiser das Ende des Prinzipats verknüpft, sieht sich vermutlich in der von Konstantin im Jahr 330 symbolträchtig vollzogenen Gründung von Konstantinopel bestätigt, obgleich andere Althistoriker betonen, dass auch Konstantin den Ehrenvorrang der Stadt Rom nie in Frage stellte und die neue Metropole am Bosporus erst seit Theodosius I. dauerhafte Kaiserresidenz wurde. Langfristig bedeutsam war, dass das Christentum sich als gut vereinbar mit der vollständig ausgeprägten, unverbrämten Monarchie erwies, die der Tarnung durch die Prinzipatsideologie nicht mehr bedurfte: Die spätantiken Kaiser beanspruchten ein Gottesgnadentum; sie gaben sich als irdische Stellvertreter des einen Gottes. Dennoch wird eine Abgrenzung der Spätantike von der frühen und hohen Kaiserzeit zusätzlich durch den Umstand erschwert, dass die Prinzipatsideologie auch während der gesamten Spätantike nie vollständig ihre Bedeutung verlor: Noch im 5. und 6. Jahrhundert gab es daher ungeachtet der wachsenden Bedeutung dynastischen Denkens kein Erbkaisertum, sondern ein neuer Herrscher (der nicht selten immer noch als princeps bezeichnet wurde) musste durch Repräsentanten von Armee, Senat und Volk ausgerufen werden – das monarchische Prinzip wurde im antiken Rom eigentlich niemals eine Selbstverständlichkeit.